# 자유민주연합
자유민주연합(自由民主聯合, 약칭 자민련)은 1995년 3월 30일에 창당돼 2006년 3월 10일까지 존재했던 대한민국의 보수정당이다.

## 정당 관련 이력
민주자유당의 계파갈등으로 탈당한 공화계 인사들을 주축으로 창당했다. 지역적으로 충청도에 지지기반을 두었었다. 2004년 제17대 총선의 참패 이후 군소정당으로 전락해, 심대평과 신국환 등 탈당파를 중심으로 2005년 10월부터 '중부권 신당'을 창당하겠다는 움직임이 일었고 2006년 1월 17일에 이러한 움직임이 본격화돼 국민중심당 창당에 참여했다. 이후 2006년 4월 7일, 김학원 등 잔류파만 남고 자진해산 한 뒤 한나라당에 개별 합류하면서 자유민주연합은 소멸되었다. 본래 당의 재산을 한나라당에 이관시킬 계획이었으나 정당은 기부를 받을 수 없다는 유권해석으로 청산되었다.

## 역사

### 1990년 3당 합당까지의 민주공화당계
박정희정부 하에서 유신정우회와 함께 강력한 여당 역할을 해온 민주공화당은 1979년의 10.26 사건 이후 3대 총재로 김종필을 선출했다. 하지만 12·12 군사 반란과 5·17 쿠데타를 통해 정권을 찬탈한 신군부는 제8차 개헌(1980년 10월 27일)을 단행하며 부칙을 통해 그 이전의 모든 정당 및 정치단체를 동일자로 해체하는 한편, 국회의원의 임기도 종료시키는 등 모든 정치활동을 정지했다. 이어 1980년 11월 5일에는, '정치풍토쇄신을 위한 특별조치법'을 제정하여 구정치인들에 대한 정치활동을 규제했다. 그러나 개정헌법 부칙 제7조에 의해 대선 3월이전까지 새 정당의 설립이 보장됨에 따라 특별조치법에 의해 정치활동이 규제된 정치인 중 일부가 1차 심사를 통하여 해금되었고, 11월 22일부터 새 정당의 결당을 위한 정치활동이 허용됐다.
이에 1981년 1월 구 민주공화당과 유정회 소속 제10대 국회의원 중 일부가 민주공화당 당무위원 김종철을 창당발기준비위원장으로 추대하였다. 이들은 1981년 1월 23일 창당대회를 열고 당명을 '한국국민당'(약칭 국민당)으로 결정하는 한편, 김종철을 당 총재로 추대하는 동시에 제12대 대통령후보로 선출했다. 그러나 한국국민당은 1981년 2월 11일의 대통령선거인단 선거와 연이은 제11대 · 제12대 총선에서 큰 힘을 발휘하지 못했다. 이에 책임을 느낀 김종철이 1985년에 당 총재직에서 사임하자, 한국국민당은 그해 3월 22일에 전당대회를 열어 이만섭을 총재로 추대했다.
한편 신군부는 유화정책의 일환으로 1984년부터 단계적으로 구정치인들에 대한 정치활동 규제를 풀기 시작했다. 이 당시, 정치활동 규제에서 해금된 김종필 등 유신정권의 정치인과 관료들은 '민족중흥동지회'를 결성하고 있었다. 1987년이 되어 민주화가 무르익자, 김종필은 그해 9월 정계복귀를 선언하고 본격적으로 창당 작업에 착수하였다. 이에 한국국민당 소속 국회의원 8명이 탈당하고, 김종필의 창당 작업을 돕기에 이른다. 결국 1987년 10월 30일, 김종필은 창당대회를 개최하여 민족중흥동지회를 기반으로 '신민주공화당'을 창당하고 총재 겸 대통령후보로 추대되었다. 김종필과 신민주공화당은 1987년 12월 16일에 실시된 제13대 대통령선거에서 유효투표의 8.1%밖에 획득하지 못했지만, 1988년 4월 26일에 실시된 제13대 국회의원 총선거에서 지역구와 전국구를 합쳐 총 35석의 의석을 얻어 제4당의 지위를 확보해 당시의 정국에서 캐스팅 보트를 쥐게 되었다.
이러한 상황이 계속되자 1989년 말 노태우의 민주정의당 · 김영삼의 통일민주당 · 김종필의 신민주공화당 등 3당의 통합논의가 이루어짐에 따라, 1990년 1월 22일, 3당 합당이 공식선포됐다. 이에 따라 신민주공화당은 2월 5일 임시전당대회를 열어 당의 해체를 결의하였으며, 이 당에 소속되었던 정치인들은 새로 창당된 민주자유당에 참여했다.

### 자유민주연합의 창당
1990년 3당 합당과 이 결과인 민주자유당은 신군부 세력이 제13대 총선에 의해 형성된 여소야대의 정국을 돌파하기 위한 고육지책이었으나, 결국 민주계(통일민주당 출신), 민정계(민주정의당 출신), 공화계(신민주공화당 출신)의 당내 주도권 확보를 위한 계파갈등을 격화시켰다. 이 과정에서 민정계의 노태우는 민정계의 독자적 후계자를 선임하려다가 정권퇴진도 불사하겠다는 민주당계 김영삼의 반발에 봉착하였다. 김종필 역시도 1992년 5월의 민자당 대통령 후보 경선에서 김영삼 진영에 가담했다. 결국 김영삼은 김종필 등 공화계의 지지를 바탕으로 민정계의 정치적 저항을 딛고 대통령 후보로 선출되어, 1993년의 제14대 대선에서 민주당의 김대중 후보를 누르고 집권에 성공한다.
그러나 당내 주류인 김영삼의 민주계는 1994년말부터 '개혁'과 '세계화'를 내세워 김종필의 일선 후퇴를 요구했고, 이로 인해 김종필과 김영삼 사이에 갈등이 촉발됐다. 마침내 김종필은 1995년 1월 19일에 당 대표위원직을 사임한데 이어 2월 9일에 민자당을 탈당하고 3월 30일 자유민주연합(자민련)을 창당했다.

### 창당 이후
- 1995년 3월 21일 : 민주자유당을 탈당한 김종필과 현역 의원 9명이 창당하였다.
- 1995년 6월 1일 : 신민당을 흡수 합당하였다.
- 1995년 6월 27일 : 제1회 전국동시지방선거에서 충청남도지사, 대전광역시장, 충청북도지사, 강원도지사 등 4명의 광역자치단체장을 당선시켰다.
- 1996년 4월 12일 : 제15대 총선에서 50석을 획득해 제3당의 위치에 올랐다.
- 1997년 12월 18일 : 제15대 대선에서 김대중 후보와 김종필 후보 단일화를 통해 공동 여당이 되었고 김종필은 국무총리가 되었다.
- 2000년 4월 14일 : 제16대 총선에서 원내교섭단체 구성에 3석이 모자란 17석을 기록해 원내교섭단체에서 제외되었다.
- 2000년 12월 30일 : 새천년민주당 소속 의원 4명을 영입하여 교섭단체를 구성하였다. 이는 '의원 꿔주기'라 불렸다.
- 2001년 9월 4일 : 임동원 통일부 장관 해임안에 한나라당과 함께 동의를 표시해 새천년민주당과의 공조가 파기된다.
- 2004년 4월 16일 : 한나라당, 새천년민주당과 함께 노무현 대통령 탄핵을 주도하여 통과시킴으로써 국민적 지지를 잃었고, 그 여파로 제17대 총선에서 지역구 4석에 지지율 2.8%에 그쳐 비례대표 1번으로 출마했던 김종필이 낙선해 정계은퇴를 선언함으로써 당이 존폐 위기에 몰렸다.
- 2005년 10월 : 탈당파가 발생하였고 탈당파는 2006년 1월에 국민중심당 창당에 참여한다.
- 2006년 1월 17일 : 당을 탈당한 심대평 충청남도지사가 신국환과 국민중심당을 창당하여 일부 당원들이 국민중심당에 입당함으로써 당세가 위축되었다. 이때 현역 국회의원 중에서는 김학원만 남고 나머지는 모두 국민중심당에 입당했다.
- 2006년 2월 20일 : 잔류파는 한나라당과의 합당을 발표하고 한나라당에 개별 합류 방식으로 흡수되었다.

## 기타

### 연합 공천
1996년 총선의 승리 이 후 내각제를 매개로 야권후보 단일화를 꾀하던 김종필 총재는 새정치국민회의 김대중 총재에게 재보궐선거 개최 시 높은 득표율을 낸 후보가 속했던 당이 후보를 내는 연합공천을 제의했고, 국민회의 김대중 총재가 이를 승락해 1996년 9월의 노원구청장 재선거부터 연합공천을 실시한다. 이때부터 1997년 12월의 광주 동구 보궐선거까지 국민회의-자민련의 연합공천 후보는 6승 1패의 높은 승률을 기록해 이회창 한나라당 후보의 병역비리 연루와 맞물려 정권교체의 중요한 힘으로 작용한다.

### 의원 꿔주기 의혹
16대 총선에서 자유민주연합은 원내교섭단체에 3석 미달한 17석 획득에 그쳤다. 이때 김대중 대통령의 공동여당 구제방침에 의거해 그 해 12월, 새천년민주당 소속이었던 유성구의 국회의원 송석찬이 ‘의원 꿔주기’를 주도했다. 이때 송석찬과 함께 옮겨 온 의원은 장재식, 송영진, 배기선이었다.
이러한 의원 꿔주기에 대해 당시 여론은 민의 배반과 정당정치 근간 훼손 등의 이유로 숱한 비난을 쏟아내었으며, 자유민주연합 내에서 송석찬 외 3명의 영입을 반대하던 국회의원 강창희가 제명당하는 사태까지 벌어졌다. 이때 “연어의 심정으로 민주당을 떠납니다”라는 송석찬 의원의 탈당의 변이 화제가 되었다.

## 활동
김대중 정부 시절인 1998년부터 2001년까지는 공동 집권당이었다. 당론으로 의원내각제의 실현을 주장했다.

## 역대 지도부
| 대수   | 역대 지도부 | 직함           | 임기                                | 비고                                            |
| ------ | ----------- | -------------- | ----------------------------------- | ----------------------------------------------- |
| 1      | 김종필      | 총재           | 1995년 3월 30일 ~ 1997년 6월 23일   |                                                 |
| 2      | 김종필      | 총재           | 1997년 6월 24일 ~ 1997년 11월 13일  | DJP연합 성사 후 사퇴                            |
| (임시) | 김복동      | 총재권한대행   | 1997년 11월 13일 ~ 1997년 11월 21일 | 수석부총재, 김종필 사퇴로 대행                  |
| 3      | 박태준      | 총재           | 1997년 11월 21일 ~ 2000년 2월 15일  | 국무총리 임명으로 사퇴                          |
| (임시) | 이한동      | 총재권한대행   | 2000년 1월 11일 ~ 2000년 2월 15일   | 박태준 총리 임명으로 대행                       |
| 4      | 이한동      | 총재           | 2000년 2월 16일 ~ 2001년 9월 7일    | DJP연합 붕괴에도 총리직 유임으로 제명           |
| (임시) | 김종호      | 총재권한대행   | 2000년 5월 23일 ~ 2001년 10월 9일   | 이한동 총리 임명으로 대행                       |
| 5      | 김종필      | 총재           | 2001년 10월 9일 ~ 2004년 4월 19일   | 대한민국 제17대 총선 참패로 정계 은퇴           |
| (임시) | 이인제      | 총재권한대행   | 2002년 12월 5일 ~ 2004년 4월 20일   |                                                 |
| (임시) | 조부영      | 비상대책위원장 | 2004년 4월 21일 ~ 2004년 6월 7일    | 대한민국 제17대 총선 참패로 비상대책위원회 구성 |
| 6      | 김학원      | 대표최고위원   | 2004년 6월 8일 ~ 2006년 2월 9일     |                                                 |
| 7      | 김학원      | 대표최고위원   | 2006년 2월 10일 ~ 2006년 4월 7일    | 한나라당에 흡수합당                             |

## 역대 선거 결과

### 국회의원 선거
|  | 16.21% |

|  | 16.2% |

|  | 16.72% |

|  | 5.29% |

|  | 9.8% |

|  | 6.23% |

|  | 1.65% |

|  | 2.8% |

|  | 1.34% |

### 지방선거
|  | 26.67% |

|  | 10% |

|  | 9.69% |

|  | 25% |

|  | 12.5% |

|  | 13.77% |

|  | 6.25% |

|  | 7.05% |

|  | 4.84% |

## 역대 전당대회

### 자유민주연합 창당대회
1995년 3월 30일, 자민련 창당대회는 김종필 전 총리를 총재로 선출하였다.

### 1995년5월 11일자유민주연합 당무회의
1995년 5월 11일, 자민련 당무회의는 신민당과의 통합을 추인하고 신민당 김복동 대표를 수석부총재로 선출했다.

### 자민련 중앙위원회 제2차 임시대회
1997년 11월 21일, 자민련 중앙위원회는 만장일치로 총재에 박태준 의원, 명예총재에 김종필 전 총재를 각각 추대했다.

### 자민련 중앙위원회 제3차 임시대회
2000년 2월 16일, 자민련 중앙위원회는 국무총리로 임명된 박태준 총재를 대신해 이한동 총재권한대행을 총재로 추대했다.

### 자유민주연합 제2차 정기 전당대회
2001년 10월 9일, 자민련 전당대회는 DJP연합 붕괴에도 불구하고 국무총리직에 남아 제명된 이한동 총재를 대신해 김종필 명예총재를 총재로 추대했다.

### 2004년4월 21일자유민주연합 당무회의
2004년 4월 21일, 자민련 당무회의는 대한민국 제17대 총선 참패로 인해 조부영 부총재를 위원장으로 하는 비상대책위원회 출범을 의결했다.

### 자유민주연합 제3차 전당대회
2004년 6월 8일, 집단지도체제로 당헌당규를 개정한 자민련은 찬성 1093표, 반대 45표, 무효 10표로 단독 입후보한 김학원 의원을 대표로 선출하였다.

### 자유민주연합 제4차 전당대회
2006년 2월 10일, 자민련 전당대회는 김학원 대표를 대표로 재선출하였다.

### 2006년2월 20일자유민주연합 비상집행위원회
2006년 2월 20일, 한나라당과 통합을 선언한 직후 자민련 비상집행위는 당 자진해산을 의결했다.

## 같이 보기
- 유신정우회